# HMS Icarus (D03)
«Ікарус» (англ. HMS Icarus (D03) — військовий корабель, ескадрений міноносець типу «I» Королівського військово-морського флоту Великої Британії за часів Другої світової війни.
Есмінець «Ікарус» був закладений 9 березня 1936 року на верфі компанії John Brown & Company, Клайдбанк. 1 травня 1937 року увійшов до складу Королівських ВМС Великої Британії. Есмінець брав активну участь у бойових діях на морі в Другій світовій війні; бився у Північній Атлантиці, на Середземному морі, біля берегів Франції та Норвегії, супроводжував арктичні конвої. Потопив чотири німецькі підводні човни: U-45, U-35, U-744 та U-1199.
За проявлену мужність та стійкість у боях бойовий корабель нагороджений десятьма бойовими відзнаками.

## Дизайн і конструкція
«Ікарус» належав до есмінців типу «I», дев'ятої та останньої серії британських міжвоєнних серійних ескадрених міноносців, так званих «стандартних есмінців», які були модернізованою версією попередніх типів G та H. Корабель відрізнявся новими чотиритрубними торпедними апаратами, а для компенсації зрослої ваги у внутрішніх приміщеннях довелось укладати баласт.
Корпус «Ікаруса» мав загальну довжину між перпендикулярами 98,5 м, бімс — 10,1 м та осадку до 3,8 м. Водотоннажність бойового корабля становила: стандартна — 1370 та повна — 1888 довгих тонн відповідно.
Головна енергетична установка складалась з трьох триколекторних Адміралтейських котлів з пароперегрівником і двох одноступінчатих турбозубчатих редукторів. Розміщення ГЕУ — лінійне. Котли розміщувалися в ізольованих відсіках, турбіни — у загальному машинному відділенні, за цього редуктори були відокремлені від турбін водонепроникною перегородкою. Робочий тиск пару — 21 кгс/см² (20 атм.), температура — 327 °С (620 °F).
Проектна потужність становила 34 000 к.с. за частоти обертання 350 об/хв, що мало забезпечити максимальну швидкість ходу (за повного навантаження) в 35,5 вузла (65,7 км/год). Запас палива зберігався у паливних танках місткістю 462 тонни мазуту, що забезпечувало дальність ходу 5 500 миль (10 200 км) 15-вузловим ходом (27,8 км/год). Екіпаж корабля становив 145 офіцерів та матросів.

## Озброєння
Корабельна артилерія головного калібру (ГК) есмінця «Ікарус»: чотири 120-мм універсальних швидкострільних гармат QF Mark IX із довжиною ствола 45 калібрів у баштах типу CP XVII «A», «B», «X», та «Y». Максимальний кут піднесення +40°, зниження на −10°. Маса снаряда 22,7 кг, початкова швидкість — 808 м/с. Гармати мали швидкострільність 10—12 пострілів на хвилину на дальність — 15 520 м.
Зенітне озброєння корабля включало дві 12,7-мм зчетверені зенітні кулемети Vickers .50.
Торпедне озброєння складалося з двох чотиритрубних 21-дюймових (533-мм) торпедних апаратів Mark IX, що розташовувався в кормовій частині корпусу на осьовій лінії. Протичовнове озброєння есмінця складалося з гідролокатора «ASDIC», 16 глибинних бомб, 1 бомбоскидача і двох бомбометів на кормі, а також 60 морських мін, які «Ікарус» міг встановлювати як мінний загороджувач.

## Історія

### Передвоєнні часи
Ескадрений міноносець «Ікарус» разом з іншими однотипними кораблями увійшов до складу 3-ї флотилії есмінців Середземноморського флоту Великої Британії після введення його до строю. Базувався на Мальті, під час громадянської війни в Іспанії брав участь у блокаді навколишніх вод з метою запобігання контрабанді зброєю.

### Початок війни
Перший же день війни, 1 вересня 1939 року, ознаменувався для «Ікаруса» аварією: у порту Александрії він зіткнувся з грецьким торговельним судном «Михайліс», після чого його перевели на Мальту для ремонту.
Після завершення ремонту прибув до Англії до складу флоту Метрополії. 14 жовтня 1939 року разом з однотипними есмінцями «Інглефілд», «Інтрепід» та «Айвенго» затопили південно-західніше Ірландії німецьку субмарину U-45.
А вже 29 листопада «Ікарус» під час патрулювання у Північному морі помітив між Шетландськими островами та норвезьким Бергеном німецький підводний човен U-35, однак не зміг його атакувати через несправності сонара. На допомогу були викликані есмінці «Кашмир» та «Кінгстон», що атакували глибинними бомбами човен противника. Вибухи змусили німців спливти та затопити власний підводний човен. Усі члени екіпажу були взяті в полон.
У грудні 1939 року корабель перевели до Іммінгама на східному узбережжі Англії до 20-ї флотилії есмінців. 16 грудня «Ікарус» рятував вцілілих з потопленого в Північному морі німецьким підводним човном U-59 норвезького пароплава Glitrefjell.
З січня 1940 року есмінець почали використовувати як мінний загороджувач, а з початку березня 1940 року разом з есмінцями «Айвенго», «Еск» та «Імпалсів» вони розпочали постановку мінних загороджень поблизу німецької Гельголандської бухти. У наслідок цих дій 13 березня на міні в загородженні № 7, яке встановили «Експрес», «Еск», «Ікарус» та «Імпалсів» підірвалась німецька субмарина U-44; усі 47 підводників загинули. 6 квітня наступний човен U-1 налетів на міну у тому ж самому загородженні № 7, яке встановив «Ікарус» з іншими есмінцями, усі підводники також загинули. А 2 серпня ще один човен U-25 наразився на міну та затонув.
У квітні 1940 року «Ікарус» включений до складу британського флоту, що залучались до протидії німецькому вторгненню до Норвегії. Британське флотське угруповання на чолі з віцеадміралом В. Вітвортом намагалось зірвати висадку морського десанту противника на територію Норвегії. Головним завданням «Ікаруса» було протимінне прикриття лінійного корабля «Ворспайт».
Спочатку корабель брав активну участь в операції «Вілфред» з постановки мінних загороджень поблизу берегів цієї країни, потім патрулював навколо неї. 11 квітня він захопив німецьке допоміжне судно «Ельстер», яке перевозило військове майно, боєприпаси тощо для німецьких військ, що діяли в районі Нарвіка. Судно відконвоювали до Англії, де перейменували на «Емпайр Ендуренс».
22 квітня 1940 року він вийшов у складі ескорту на прикриття крейсерів «Галатея», «Шеффілд» та «Глазго».
Протягом квітня-травня 1940 року «Ікарус» виконував різні завдання у берегів Норвегії, а коли німецький вермахт розгромив союзні армії на півночі Франції був перенацілений на порятунок оточених англо-французьких військ біля Дюнкерка. 28 травня есмінець прибув до французького узбережжя та, попри повітряні атаки Люфтваффе, здійснив два рейси, врятувавши 1142 особи до Дувра. 31 травня, 1 та 2 червня корабель здійснив ще декілька рейсів, евакуювавши англійських та французьких солдатів до берегів Англії. Загалом за шість походів під вогнем противника, під безперервними атаками винищувачів і бомбардувальників Герінга, «Ікарус» врятував 4396 вояків союзних армій.
З 3 червня 1940 року есмінець встав на ремонт до доків Портсмуту, а 19 числа продовжив виконання завдань разом із загороджувачами «Тевіот Бенк», «Пловер» та «Інтрепід» щодо постановки мінних полів вздовж східного узбережжя Британських островів.
31 серпня 1940 року група есмінців та мінних загороджувачів з 5-ї та 20-ї флотилій вийшла з Іммінгама для постановки мінного поля поблизу берегів голландського острова Тесел. Повітряна розвідка виявила вихід німецьких кораблів і керівництво операцією вирішило, що це початок вторгнення на Британські острови. У наслідок нескоординованих дій есмінець «Експрес» наразився на міну й дістав важких пошкоджень; йому на допомогу кинувся «Еск» і, потрапивши на мінне поле, тут же підірвався спочатку на одній морській міні, потім на другій і затонув; загинуло 127 матросів. Наступним став есмінець «Айвенго», який у свою чергу поспішив на поміч, але також підірвався та через невиправні пошкодження і неможливість буксувати його до бази, був затоплений торпедами ескадреного міноносця «Кельвін».
Катастрофічні наслідки проведення операції з постановки мінного поля примусили британське адміралтейство послати на допомогу групі есмінців легкі крейсери «Аврора» та «Галатея», втім останній також потрапив на міну й був пошкоджений вибухом.
Надалі до кінця року корабель здійснив десятки виходів у море з метою встановлення мінних загороджень або супроводження інших кораблів, що проводили ці запобіжні заходи. Так, 29 листопада «Ікарус» встановлював міни в безпосередній близькості до портів Шербур та Гавр з есмінцями «Ванок», «Волонтир» та «Вітч».

### 1941
З січня до лютого 1941 року есмінець проходив плановий ремонт, а 15 лютого включений до 5-ї флотилії есмінців у Плімуті, що забезпечувала прикриття та допомогу мінним загороджувачам, котрі діяли поздовж французького берега. У період з лютого до травня «Ікарус» неодноразово виходив у море на виконання бойових завдань разом з іншими ескадреними міноносцями «Інтрепід», «Імпалсів», «Берклі», «Ферні», «Тайндейл», «Вансітарт» та «Віверн» з постановки мінних полів.
22 травня 1941 «Ікарус» разом із п'ятьма іншими есмінцями включений до складу ескорту лінійного крейсера HMS «Худ» та лінійного корабля «Принц Уельський», що здійснювали пошук та переслідування німецької рейдерської групи з лінкора «Бісмарк» під прапором адмірала Г. Лют'єнса та важкого крейсера «Принц Ойген» у Данській протоці.
23 травня погода різко погіршилась і віцеадмірал Л. Голланд з борту лінійного крейсера HMS «Худ» подав сигнал есмінцям:

| «Якщо ви не в змозі тримати мою швидкість, я продовжу похід без вас. Ви маєте слідувати зі мною з більшою швидкістю.» Оригінальний текст (англ.) «If you are unable to maintain this speed I will have to go on without you. You should follow at your best speed» |
О 2:15 24 числа кораблям ескорту був відданий наказ розосередитися з інтервалом 15 миль в пошуках кораблів Крігсмаріне. О 5:35 ранку з «Худа» побачили «Бісмарк», а невдовзі й німці виявили британські кораблі. О 5:52 між кораблями почалась перестрілка й вже о 06:01 пряме влучення німецького 380-мм снаряду в лінійний крейсер поблизу грот-щогли спричинило велетенський фонтан вогню, після чого стався потужний вибух, який розірвав крейсер навпіл. Корма «Худа» швидко затонула. Носова частина піднялася і деякий час розгойдувалася, після чого затонула й вона (в останній момент приречена обслуга носової башти зробила ще один залп). «Принц Уельський», що перебував на відстані півмилі, був засипаний уламками «Худа». Крейсер затонув за три хвилини, забравши з собою 1415 чоловіків, включаючи віцеадмірала Л. Голланда.
Есмінець «Електра» першим прибув на місце загибелі гордості британського флоту, але врятував тільки трьох осіб. «Ікарус» разом «Ентоні» поспішили також на виручку, проте усі подальші пошуки англійських моряків були марними. Після декількох годин безплідних розшуків кораблі повернули до бази.
3 серпня 1941 року він включений до ескортного угруповання морського десанту під командуванням віцеадмірала Ф. Віана, що готувалась до проведення спеціальної операції «Гонтлет» із висадки британських командос на берег Шпіцбергену та знищення німецьких вугільних шахт.
19 серпня рейдова група британських військовослужбовців висадилась з лайнеру «Імператриця Австралії» на узбережжя острову та приступила до виконання завдань операції. «Ікарус» з іншими есмінцями прикривав дії десанту та крейсери «Аврора» та «Найджеріа», що провадили вогневу підтримку операції. Мирне населення було евакуйоване до Архангельська та Британії, а промислові потужності видобутку вугілля були виведені з ладу.
З 18 жовтня 1941 року «Ікарус» супроводжував арктичні конвої PQ 2 з Ліверпуля до Архангельська й QP 2 зворотно до Керкволла.

### 1942
Взимку 1942 року корабель входив до складу ескортних сил, що супроводжували арктичні конвої PQ 7, QP 5, PQ 12, PQ 13 та QP 9. 8 березня есмінець разом з іншими кораблями проводив безуспішну спробу знайти та знищити німецький лінійний корабель «Тірпіц».
У травні 1942 року «Ікарус» входив до сил ескорту великого конвою PQ 16, який супроводжував 35 транспортних суден (21 американське, 4 радянські, 8 британських, 1 голландське та одне під панамським прапором) до Мурманська від берегів Ісландії зі стратегічними вантажами і військовою технікою з США, Канади і Великої Британії. Його супроводжували 17 ескортних кораблів союзників, до острова Ведмежий конвой прикривала ескадра з 4 крейсерів і 3 есмінців.
Попри атакам німецького підводного човна U-703, повітряним нападам бомбардувальників He 111 та Ju 88 бомбардувальних ескадр I./KG 26 і KG 30 конвой, втратив сім суден і ще одне повернуло назад на початку походу, дістався свого місця призначення.
У червні взяв участь в операції «Гарпун» — спробі Королівського військово-морського флоту Великої Британії провести конвой на Мальту під час битви на Середземному морі.
У серпні 1942 року есмінець взяв участь в ескортуванні авіаносця «Ігл» у складі з'єднання «Z» в операції «П'єдестал» — масштабному конвої з 14 транспортних суден до обложеного острова Мальта, що потерпав від нестачі води, продовольства та пального. Ескортне з'єднання, що виділялося на супровід транспортного конвою для доставлення важливих вантажів на острів, було найпотужнішим за усю війну. До складу входили 2 лінкори, 4 авіаносці, 7 крейсерів і 32 есмінці, командувачем був віцеадмірал Е.Сіфрет. Британське адміралтейство повністю усвідомлювало, що доля острова залежатиме від того, скільки транспортних суден з 15-ти, що вирушили на Мальту, добереться до острова. Основним нововведенням до плану операції була наявність потужного винищувального прикриття, яке забезпечували щонайменше 3 ескадрених авіаносці — «Вікторіес», «Індомітебл» та «Ігл». До складу ескадри був також включений старий авіаносець HMS «Фьюріес», який повинен був доставити на острів нову партію «Спітфайров».
Конвой проривався до обложеного острову під потужнішими ударами з повітря та атаками німецьких підводних човнів, й зазнав важких втрат. 11 серпня 1942 року старий випробуваний британський авіаносець «Ігл» був потоплений торпедною атакою німецького підводного човна U-73. З 14 суден конвою тільки 5 транспортних суден, у тому числі сильно пошкоджений коштовний американський танкер SS «Огайо», спромоглися прорватися до обложених.
«Ікарус» встиг врятувати 22 матросів із загиблого авіаносця: загалом з 1160 осіб екіпажу було врятовано 927 чоловіків.
Наступного дня конвой піддався масованим авіаційним нальотам німецької та італійської авіації, з-під води їх атакували підводні човни; у цій обстановці есмінець забезпечував протичовновий захист угруповання. 14 серпня він повернув до Гібралтару для супроводу капітальних кораблів.
Після цього корабель переправили до Англії, де він продовжував виконувати завдання з ескорту та супроводу конвоїв. Наприкінці листопада «Ікарус» входив до групи кораблів з есмінцями «Фокнор», «Інтрепід» та «Імпалсів», що конвоювали QP 15 до берегів Росії.
23 грудня 1942 року есмінець вийшов в останній передноворічний арктичний конвой JW 51B до радянських військово-морських баз, у складі далекого океанського ескорту

### 1943
На початку січня 1943 року «Ікарус» повернувся до Скапа-Флоу, а 29 січня вийшов на чергове супроводження нового конвою RA 52. Протягом лютого та березня він виходив на ескортування арктичних конвоїв JW 53, RA 53, а наприкінці березня атлантичний конвой HX 230, де з есмінцями типу «O»: «Орібі», «Онслот», «Оффа», «Обідіент», «Орвелл» протистояв атакам німецьких «вовчих зграй» Зееволф та Зеетойфель.
З квітня корабель продовжував залучатись на супровід транспортних конвоїв, зокрема есмінець брав участь в охороні конвоїв HX 231, HX 232 та ONS 2.
З травня по червень він проходив плановий ремонт, а після повернення продовжував виконання завдань з протичовнової оборони транспортних конвоїв в Атлантиці та Арктиці.
21 вересня 1943 року під час супроводу об'єднаного конвою ON 202/ONS 18, неподалік від гренландського мису Фарвель, «Ікарус» піддався торпедній атаці німецького підводного човна U-229 та, намагаючись увернуться, врізався в канадський корвет «Драмгеллер». Німецьку субмарину наступного дня потопив лідер есмінців «Кеппель».
Після нетривалого ремонту британський корабель повернувся до строю та продовжував нести службу у водах Атлантики.

### 1944
6 березня 1944 року «Ікарус» у взаємодії з есмінцями «Шод'єр» та «Гатино», корветами «Кенілворт Касл», «Феннел» та «Чілівок» і фрегатом «Св. Катаріна» після 31-годинного переслідування та атак німецького підводного човна U-744 змусили його спливти та здатись. Німецький екіпаж був підібраний канадськими моряками, а корабель затоплений.
У травні 1944 року есмінець повернувся до Британії де з «Гевлок», «Готспар», «Інконстант» та «Фейм» увійшов до 14-ї ескортної групи, котра готувалась до підтримки сил, що мали вторгнутися до Нормандії. З початком операції «Нептун» «Ікарус» виконував завдання з ескорту конвоїв, патрулювання й протичовнової оборони узбережжя в ході висадки союзників.
28 липня 1944 року його поставили на ремонт у доки Волсенда, одночасно на кораблі провели модернізацію озброєння, встановивши багатоствольні мортири «Хеджхог».
З листопада «Ікарус» знову в строю, патрулював прибережні води на півдні Англії, протидіяв новітнім німецьким підводним човнам, оснащеним шноркелями.

### 1945
21 січня 1945 року есмінець у взаємодії корветом «Мінджоне» виявив неподалік від архіпелагу Сіллі німецьку субмарину U-1199 та затопили її глибинними бомбами. З усього екіпажу вцілів один унтер-офіцер.
Надалі ескадрений міноносець продовжував виконання визначених завдань до кінця війни в Європі. У листопаді 1945 року взяв участь в операції «Дедлайт».

### Післявоєнний час
У січні 1946 року «Ікарус» супроводжував трофейний німецький підводний човен U-3515 до радянської Лієпаї, де передав його ВМФ СРСР. Незабаром після повернення, британський есмінець перевели до складу резерву флоту, та з часом списали. 26 жовтня 1946 року корабель продали на брухт у Труні.